# Скьявоне, Андреа

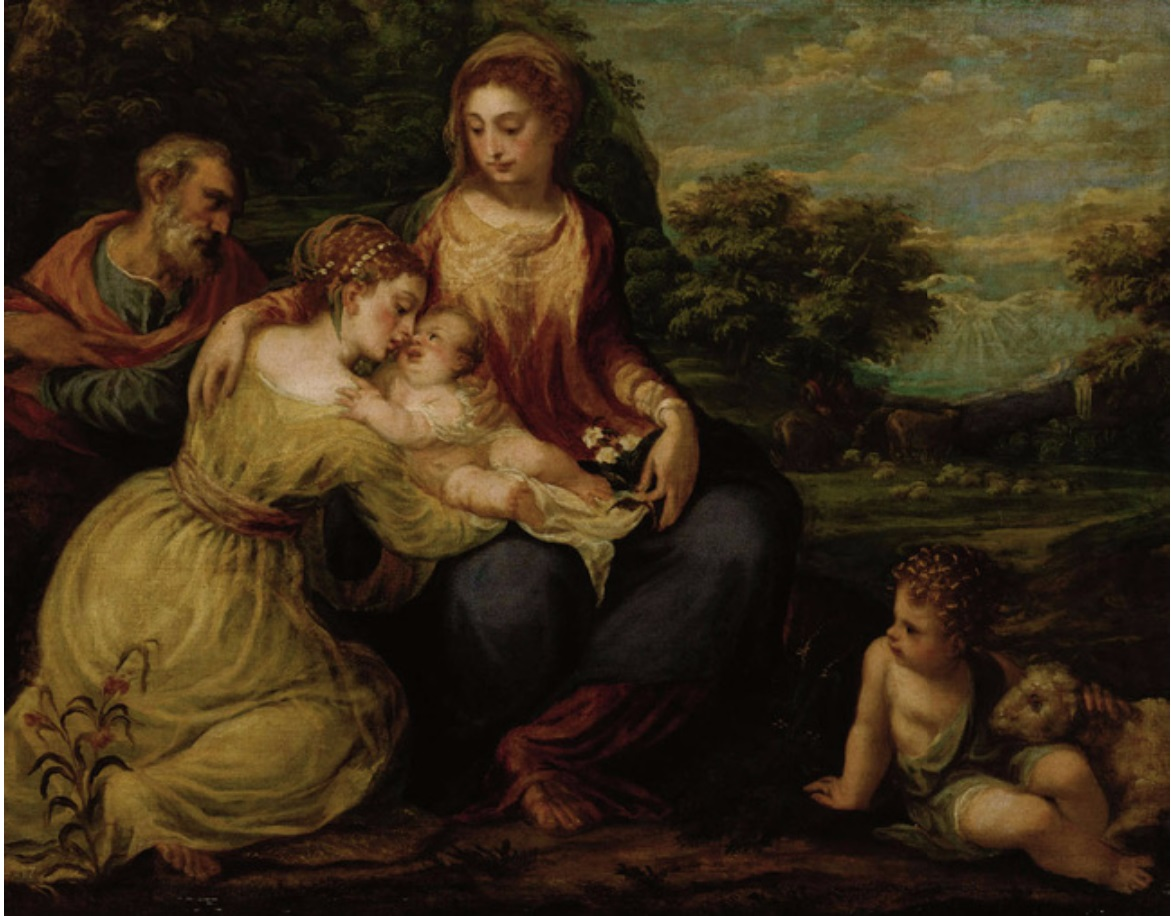
Святое семейство со Святой Екатериной, 1552, Вена.

Андре́а Скьяво́не (итал. Andrea Schiavone), также Андре́а Мельдо́лла (итал. Andrea Meldolla), настоящее имя — Андрия Медулич хорв. Andrija Medulic, между 1510 и 1515, Дзара, Далмация — 1 декабря 1563, Венеция) — итальянский живописец и гравёр венецианской школы. Словом «скьявоне» (итал. schiavone — «раб, невольник») в северной Италии называли потомков славян из Далмации, торговцев и ремесленников, переселившихся в область Венето в начале XV века.

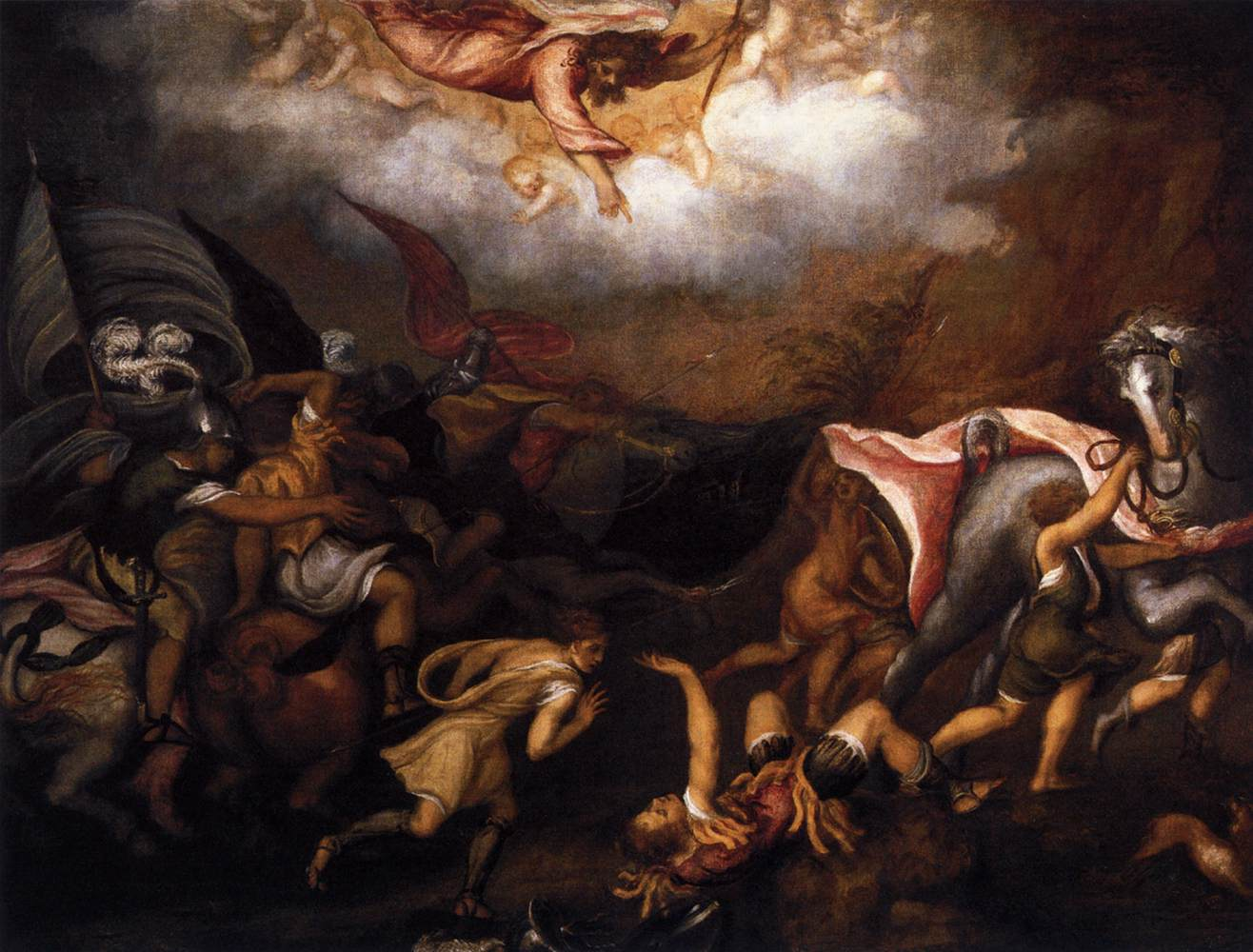
Обращение Святого Павла, Венеция

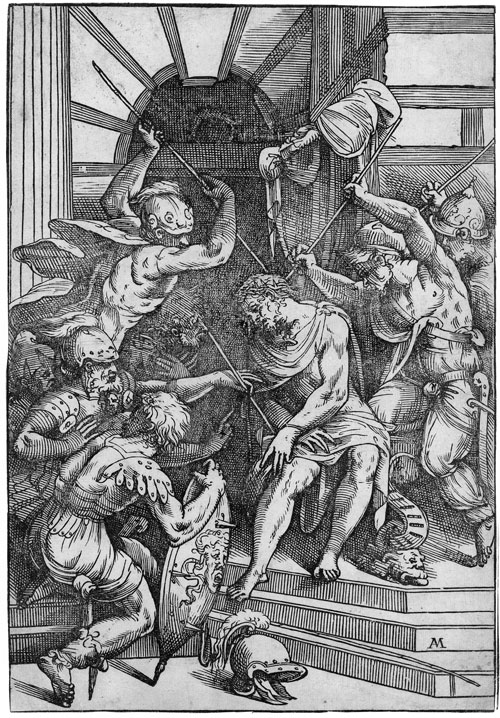
Венчание тернием, гравюра Скьявоне по картине Тициана

## Биография и творчество
Сын гарнизонного командира в городе Дзара в Венецианской Далмации, семья происходила из городка Мельдола в Эмилии-Романье. Учился в Дзаре и Венеции. Сложился под влиянием Пармиджанино и итальянского маньеризма, впоследствии испытал воздействие Тициана и Тинторетто (несколько его картин приписывались последнему).

## Наследие
Фрески работы Сквьявоне в венецианском Палаццо Дожей были в 1574 уничтожены пожаром. Его живопись и гравюры представлены в крупных музеях Европы и США, в частности, «Лот с дочерьми» хранится в собрании Государственного Эрмитажа.